# 東員駅
東員駅（とういんえき）は、三重県員弁郡東員町大字山田にある、三岐鉄道北勢線の駅である。駅番号はH09。
2005年（平成17年）3月26日に六把野駅と北大社駅（現北大社信号場）とを統合し、両駅の中間（三重県道142号桑名東員線沿い）に新設開業したものである。

## 歴史
北大社駅と六把野駅を統合して開業した。これに伴い北大社駅と六把野駅は廃止された。
東員駅新設の構想は三岐鉄道が北勢線の運営継承を決定する前からあり、桑名市と東員町が、北勢線の鉄道での存続を検討した中で、当時の北大社駅を車庫専用の信号場とした上で、西桑名駅 - 北大社信号場を存続させるプランの中で明らかにされた（その後、北勢線は西桑名駅 - 阿下喜間全線を鉄道で存続させる方針となる）。このプランの中で新駅を2駅設置することが明示されており、その内の一方が当駅であった（もう片方は星川駅）。仮称は「東員町役場前」で、この後北勢線の運営を引き継ぐことになる三岐鉄道が主体となって作成した「北勢線リニューアル計画」においてもこの仮称名で呼ばれていたが、駅開業直前に「東員駅」と称することが決定した。

### 年表
- 2005年（平成17年）
  - 3月26日：開業。自動券売機設置、駅前ロータリーの西側に80台分（のちに区画線変更により81台分となる）の無料駐車場が設けられる。
  - 6月22日：自動改札機（2通路）、自動精算機設置。
- 2006年（平成18年）
  - 3月14日：阿下喜方出発信号機三位式三現示 (GYR) 化（従来は三位式二現示 (YR) ）。
  - 4月11日：東員（当駅） - 大泉間の戸上川に架かる茶屋川橋梁の橋脚1基が傾き、付近で下り電車が脱線した事故の影響で、4月13日から5月22日にかけて、東員（当駅） - 大泉間でバス代行輸送を実施。（4月12日は東員 - 阿下喜間にてバス代行輸送）
- 2008年（平成20年）
  - 3月26日：当駅駅前広場に接続し東西に延びる町道（東員町道山田580号線）が拡幅（車道1車線→車道2車線+歩道）整備され、駅への道路アクセスが改善される。
  - 12月7日：当駅桑名方にある藤川橋梁を含む前後区間を曲線改良工事により線形変更、供用開始。藤川橋梁は新橋に架け替えられ、当駅下り場内信号機が移設される。
- 2009年（平成21年）
  - 2月28日：桑名方面行き線路に安全側線が新設され、供用開始。これにより、列車行き違い時の駅構内への上下列車の同時進入が可能となる。
  - 7月30日：当駅桑名方の踏切（穴太7号踏切）が拡幅改良（駅前広場側に歩道専用踏切を追加）され、駅へのアクセスが改善される。
- 2010年（平成22年）3月19日：駅舎北側に駐車場が43台分新設され、合計124台の駐車が可能となる。

## 駅構造

### ホーム

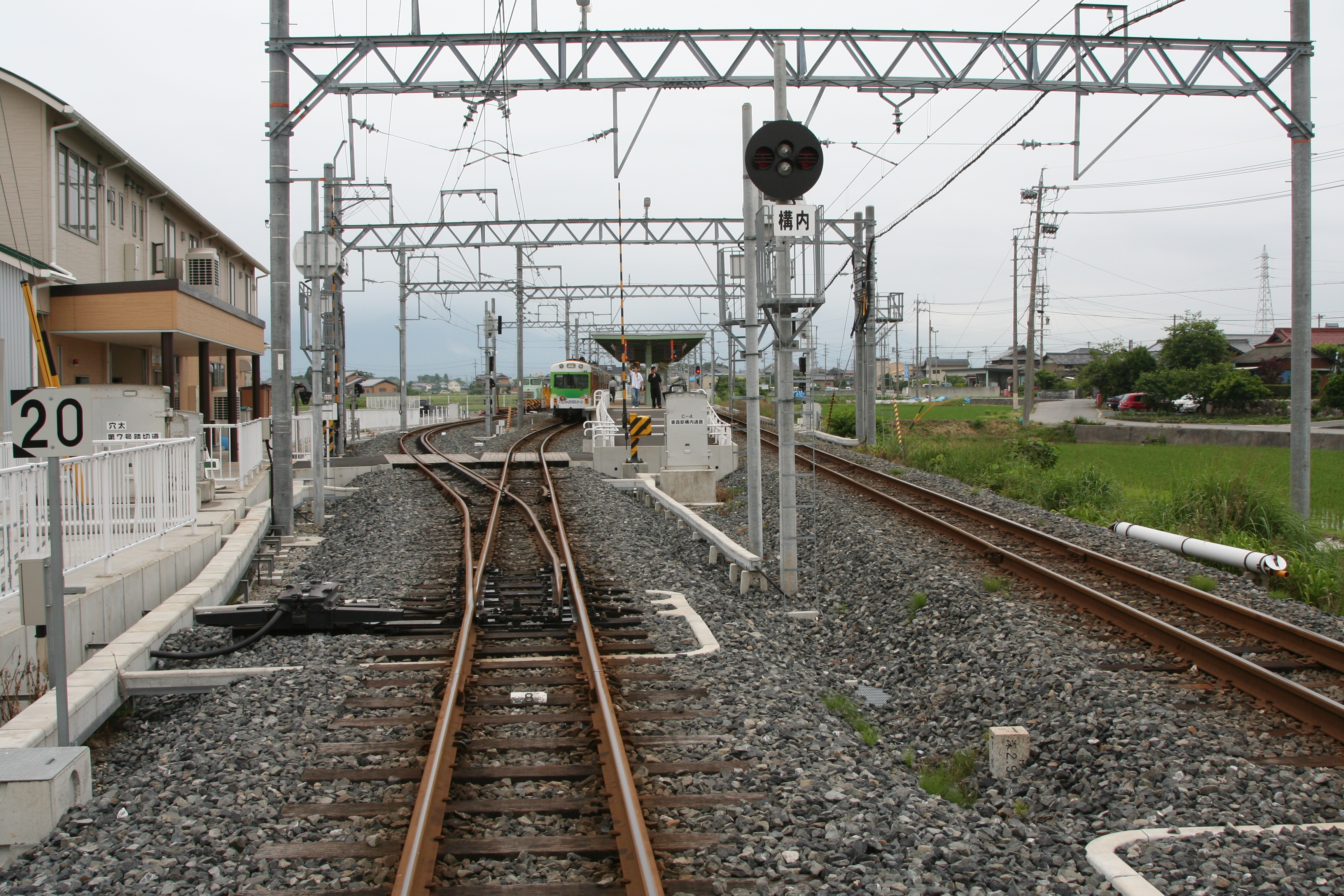
駅構内を桑名方より見る

島式ホーム1面2線を持つ地上駅であり、留置線が下り線のりばの隣と阿下喜寄りに1線ずつ設けられている。

#### のりば
| ホーム | 路線     | 方向 | 行先       |
| ------ | -------- | ---- | ---------- |
| 駅舎側 | H 北勢線 | 下り | 阿下喜方面 |
| 反対側 | H 北勢線 | 上り | 西桑名方面 |

※案内上のホーム番号は割り当てられていない。
付記事項
- ホームは大型のU字ブロックの上にコンクリートの板を乗せただけの簡素なもので、ホーム下部に退避可能な構造となっている。当駅では阿下喜方面行き列車の一部で車庫へ入庫等のため車両取替えを実施することがあり、車両乗換旅客への配慮のためホーム全長に上屋が設けられているのが特徴である。ホーム中央に10人ほど座れる椅子が設置されている一方、ホーム桑名方にはスロープが設置され、下り線の起点側にある構内通路踏切を介して駅舎に連絡させることによりバリアフリーに対応させている。
- 上下線とも両方向へ入線・発車をすることができる。
- 安全側線を有するため、列車交換時に列車の同時進入ができる。
- 下り線ホームにある留置線の奥には保線基地があり、保線用モーターカーが留置されている。

### 駅舎
2階建ての駅舎が線路の南側にあって、終日駅員が配置される。駅舎2階には乗務員宿舎等が、駅舎1階中央部分には冷暖房付の待合室が、駅舎1階東側部分の改札内にはトイレ（多目的トイレのある男女別の水洗式）が、駅舎1階西側部分に運転司令室がそれぞれ設けられている。この運転司令室では北勢線全域の管制業務（全線の信号制御・全駅の集中監視（西桑名駅を除く）・全踏切の集中監視・変電所の遠方監視・列車無線業務・風向風速計［関西線跨線橋・当駅・山田川橋梁の3箇所］の監視）を行っている。
当駅の開業によって、従来、北大社駅で行っていた北勢線全域の管制業務、および、西桑名駅で行なっていた運転業務（運転士・車掌関係の現業区：近鉄時代の塩浜列車区西桑名分室）は当駅に統合・移設された。全国の中小私鉄において、線区の運転指令所を一夜で他駅に移設する大規模な工事を実施した事例は珍しい。

### その他設備
駅務機器
駅舎には、自動券売機（1台）、自動改札機（2通路、うち1通路は車椅子対応のワイド型）、自動精算機（1台）が備えられており、普通券・回数券の購入が可能な上、窓口での定期券を含んだ全券種の購入も可能である。
駅前広場設備等
駅前ロータリーおよび車の停車スペースが備えられ、車で駅に送ってもらい電車を利用するキスアンドライドが可能となっている。この駅前ロータリーには東員町のコミュニティーバスのバス停が設置されていてバスとの結節が図られている上に、タクシー常駐スペース（1台）も設けられている。駅前ロータリーの西側には81台分、駅舎北側には43台分、合計124台分の無料駐車場が設置されており、車を駅に止めて電車を利用するパークアンドライドも可能である。駅前ロータリーの東側には144台分（北勢線の各駅の中では最大規模）の無料駐輪場があるが、それ以上の利用があるためスペースが不十分で溢れている。また、駅前広場に公衆電話が1基、駅舎入り口には郵便ポストが設置されている。
バリアフリー設備
駅前広場・駅舎・ホーム等の施設について バリアフリーに対応しており、三重県が定める「三重県だれもが住みよい福祉のまちづくり推進要綱」「三重県バリアフリーのまちづくり推進条例」の整備基準に基づいていることを示す適合証交付施設となっている。 

## 利用状況
「三重県統計書」によると、1日の平均乗車人員は以下の通りである。
| 年度   | 一日平均 乗車人員 |
| ------ | ----------------- |
| 2005年 | 514               |
| 2006年 | 453               |
| 2007年 | 441               |
| 2008年 | 420               |
| 2009年 | 389               |
| 2010年 | 387               |
| 2011年 | 404               |
| 2012年 | 416               |
| 2013年 | 485               |
| 2014年 | 499               |
| 2015年 | 510               |
| 2016年 | 517               |
| 2017年 | 496               |
| 2018年 | 509               |
| 2019年 | 504               |

## 駅周辺

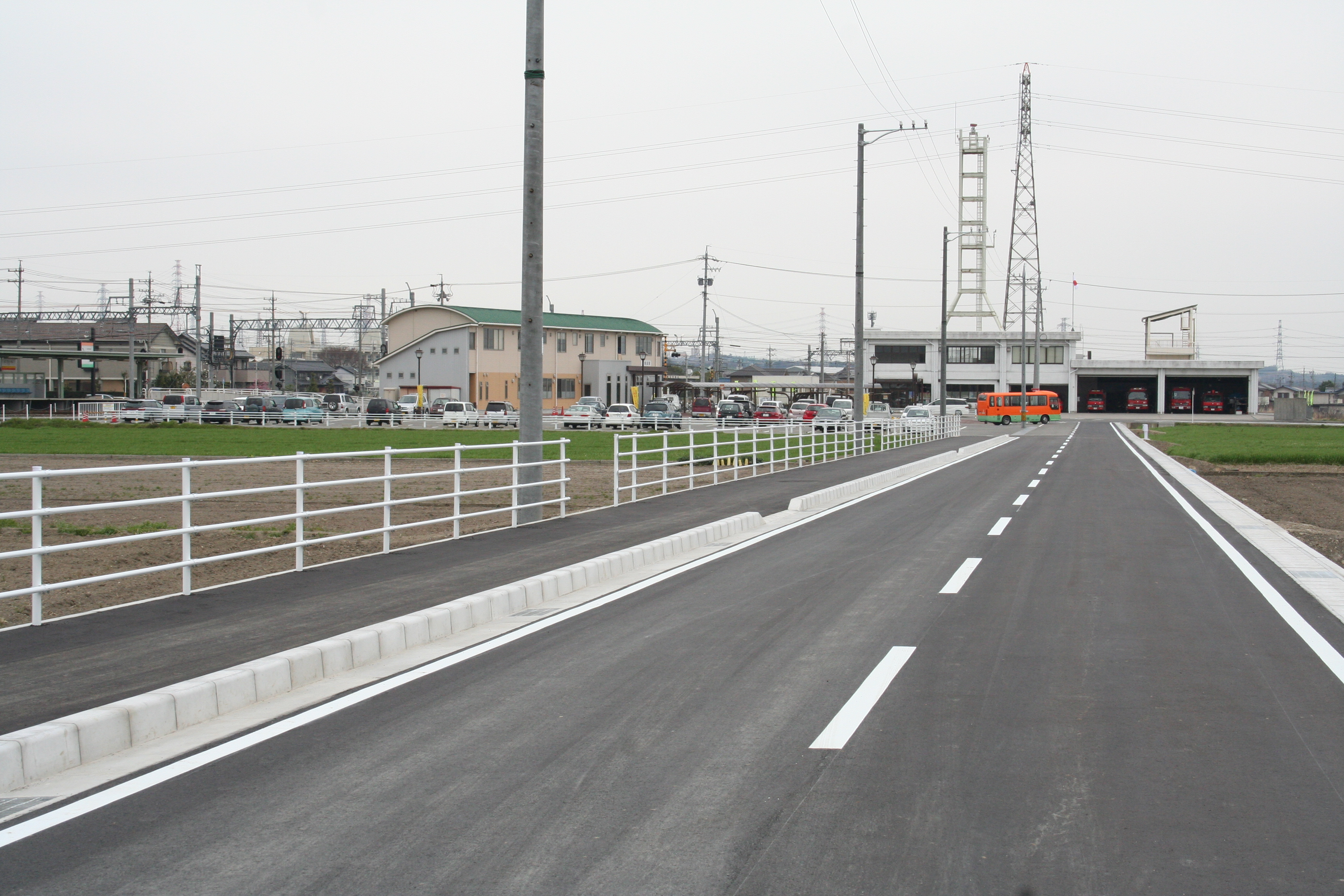
東員駅への利便性向上のために改良された町道（2008年3月、左中央背後は東員駅駅舎）

東員駅開業後の2008年（平成20年）3月に、当駅駅前広場に接続し東西に延びる町道（東員町道山田580号線）が拡幅（車道1車線→車道2車線+歩道）整備され、駅への道路アクセスが改善された。その後2009年（平成21年）3月には、同町道は東員町役場まで拡幅整備された。
- 桑名市消防本部東員消防署
- 東員町総合庁舎等公共施設群
  - 東員町総合文化センター
- 東員町立神田小学校
- 三重県道14号菰野東員線
- 三重県道142号桑名東員線
- 三重交通「鳥取」停留所 - 三重県道14号菰野東員線沿い
- 東員町スポーツ公園（JFL 、なでしこリーグヴィアティン三重のホームスタジアム）[3]
- 東員町総合体育館（B3リーグ、ヴィアティン三重のホームアリーナの一つ）

※周辺の田が減反となる年は、秋にコスモス畑となる所がある。

## バス路線
駅前に「東員駅」停留所があり、下記の路線が乗り入れる。
| 運行事業者         | 乗り場 | 系統または路線名・行先                 | 備考                               |
| 東員駅             | 東員駅 | 東員駅                                 | 東員駅                             |
| ------------------ | ------ | -------------------------------------- | ---------------------------------- |
| 東員町オレンジバス | 1      | 東部線：梅香橋・山田口方面             | （循環路線：日中時間帯のみ運行）   |
| 東員町オレンジバス | 2      | 南北線：北勢中央公園口駅・大木神社方面 | 朝夕は「南北急行線」として運行     |
| 東員町オレンジバス | 3      | 南北線：東員第二中学校・城山口方面     | 朝夕は「南北急行線」として運行     |
| 三岐鉄道           | 4      | イオンモール東員線：山城駅前           | （直行：イオンモール東員のみ停車） |

（「東員駅」停留所乗り場の出典：）

## その他
- 駅スタンプが設置されており、猪名部神社と電車が描かれている[7]。

## 隣の駅
三岐鉄道
H 北勢線
穴太駅(H08) - 東員駅(H09) - 大泉駅(H10)
- 2004年（平成16年）3月31日まで、大泉駅との間に大泉東駅があった。
- 2005年（平成17年）3月25日まで、大泉駅との間に北大社駅があった。現在は車両留置のための信号場。
- 2005年（平成17年）3月25日まで、穴太駅との間に六把野駅があった。